# Nikolaj Zimjatov
Nikolaj Semjonovič Zimjatov (rusky Николай Семёнович Зимятов, * 28. června 1955 Rumjancevo u Moskvy) byl sovětský běžec na lyžích ruské národnosti, který se stal čtyřikrát olympijským vítězem.
Připravoval se v klubu Spartak Krasnogorsk pod vedením trenéra Alexeje Cholostova. Na mistrovství Evropy juniorů v klasickém lyžování 1975 získal stříbrnou medaili v běhu na 15 km. Jeho první velkou seniorskou akcí bylo mistrovství světa v klasickém lyžování 1978, kde obsadil druhé místo v závodě na 30 km. Největšího úspěchu dosáhl na Zimních olympijských hrách 1980 v Lake Placid, kde jako první v historii získal tři zlaté medaile v mužském běžeckém lyžování na jedněch hrách. Vyhrál na 30 km, 50 km a ve štafetě, na patnáctikilometrové trati skončil čtvrtý. Na Zimních olympijských hrách 1984 obhájil prvenství na 30 km a skončil druhý se sovětskou štafetou. Ve světovém poháru vyhrál dva závody. Třikrát se stal sovětským mistrem v individuálním závodě a jednou ve štafetě.
Závodní kariéru ukončil v roce 1988 a stal se trenérem, vedl i ruskou běžeckou reprezentaci. Jeho manželkou je Ljubov Sykovová, která rovněž reprezentovala SSSR v běhu na lyžích.